# 嘉娜·馬士基號
嘉娜·馬士基號（丹麥語：Clara Mærsk）是一艘瑞典馬模製的貨輪，於2004年退役，同時爲首艘進入香港的越南船民貨船。

## 設計
船身爲藍、紅色設計，並寫上「CLARA MÆRSK」字樣。

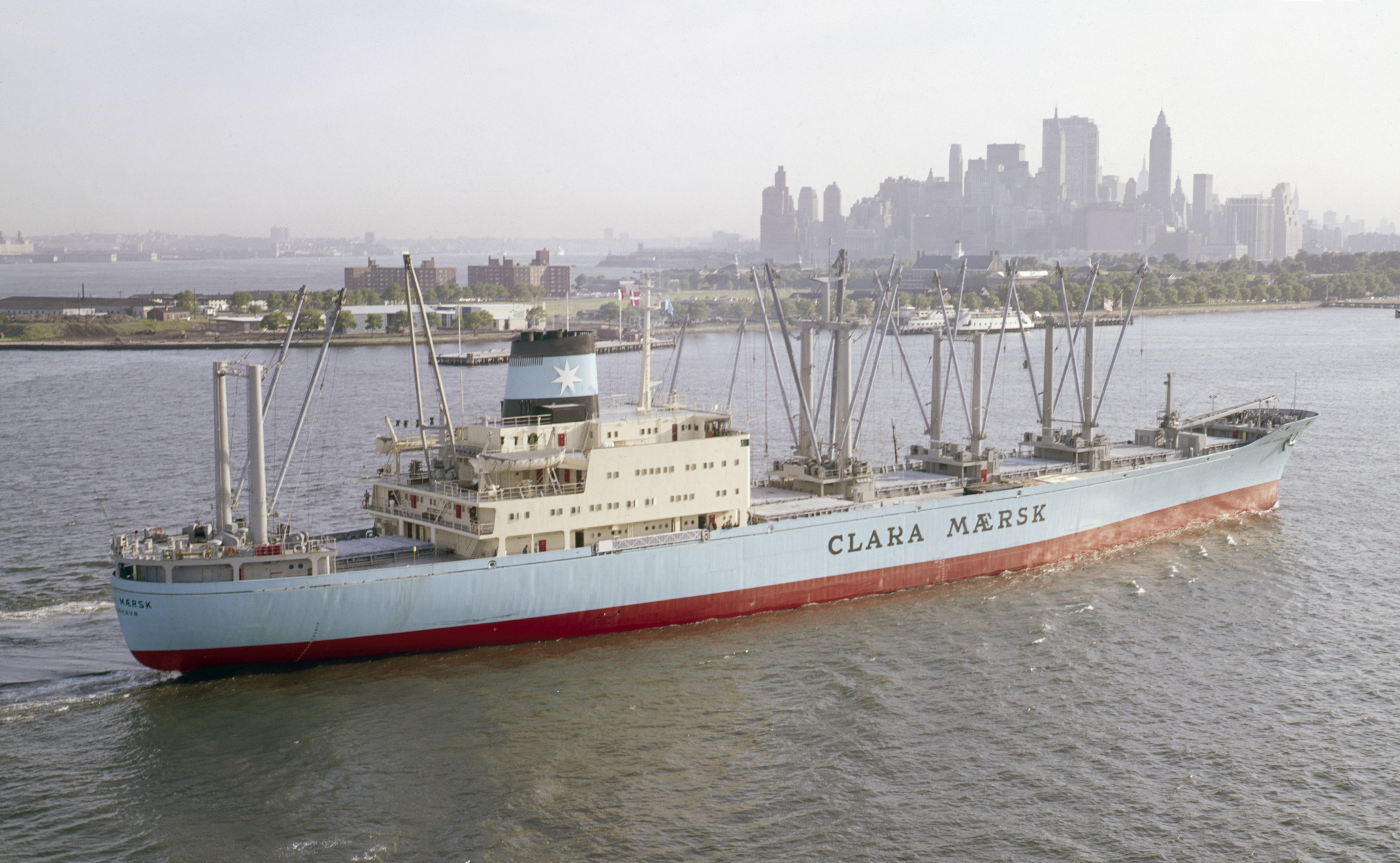
嘉娜馬士基號，攝於1960年代的紐約
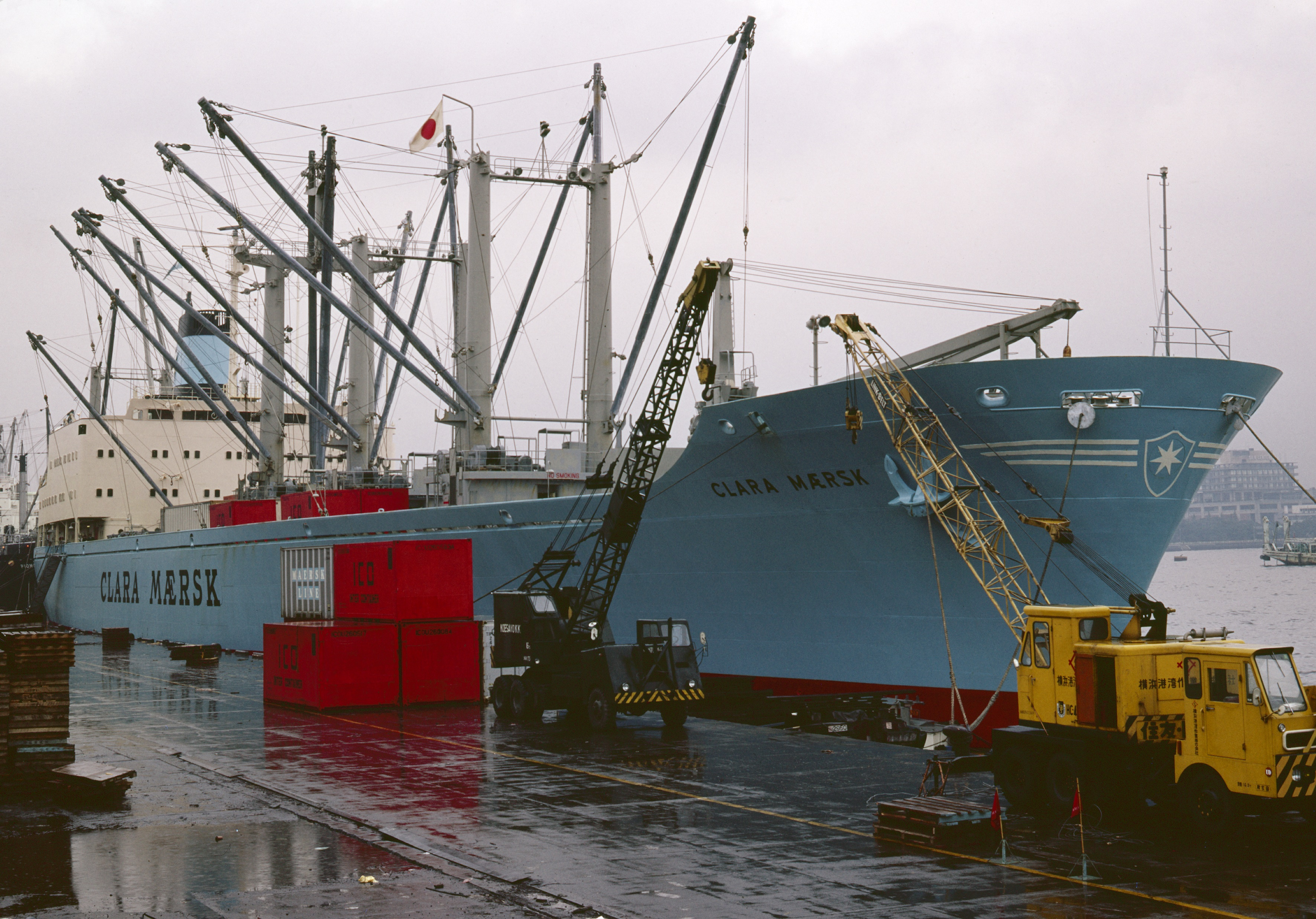
嘉娜馬士基號停泊於日本橫濱港
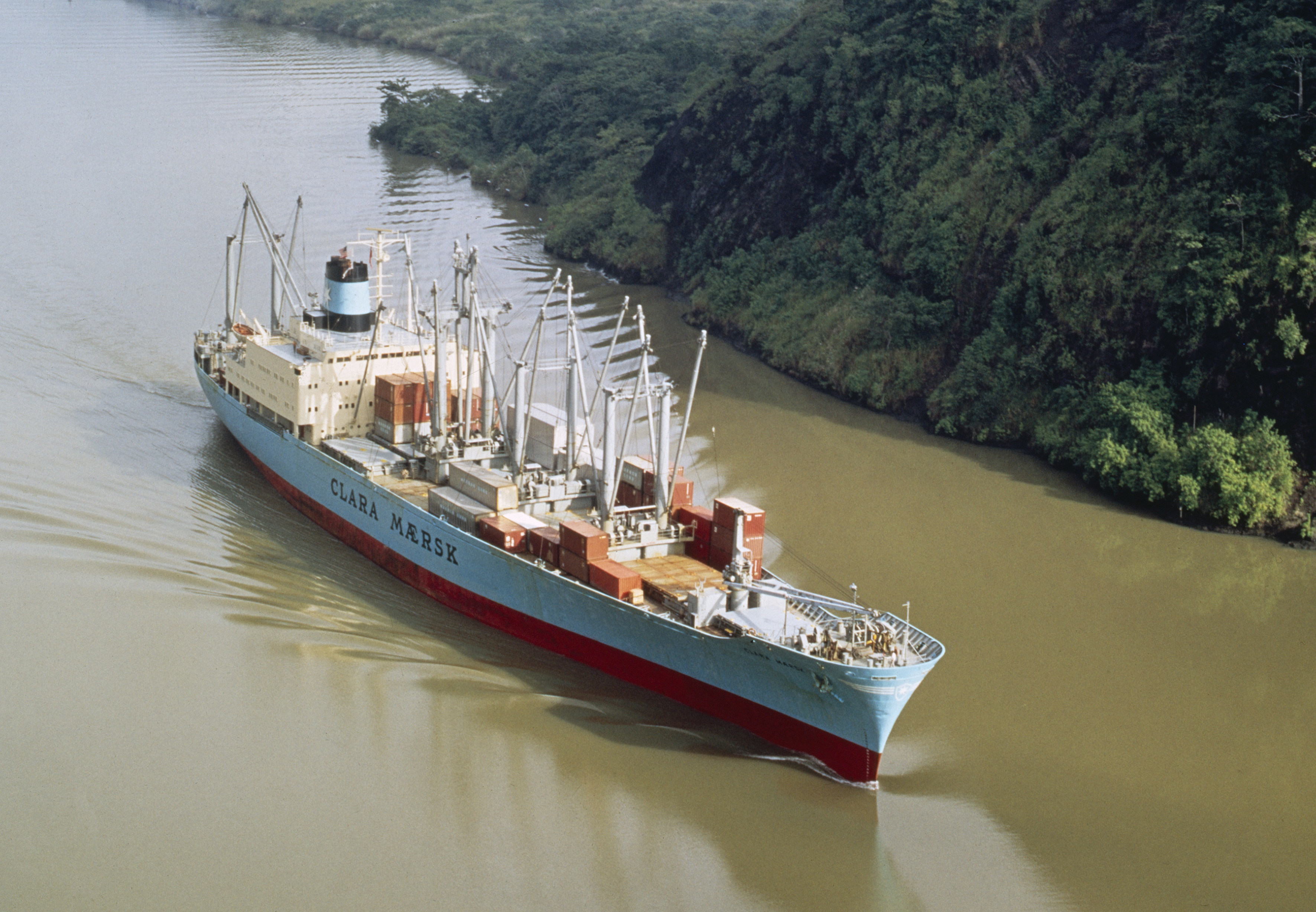
巴拿馬運河上的嘉娜馬士基號，攝於1968。
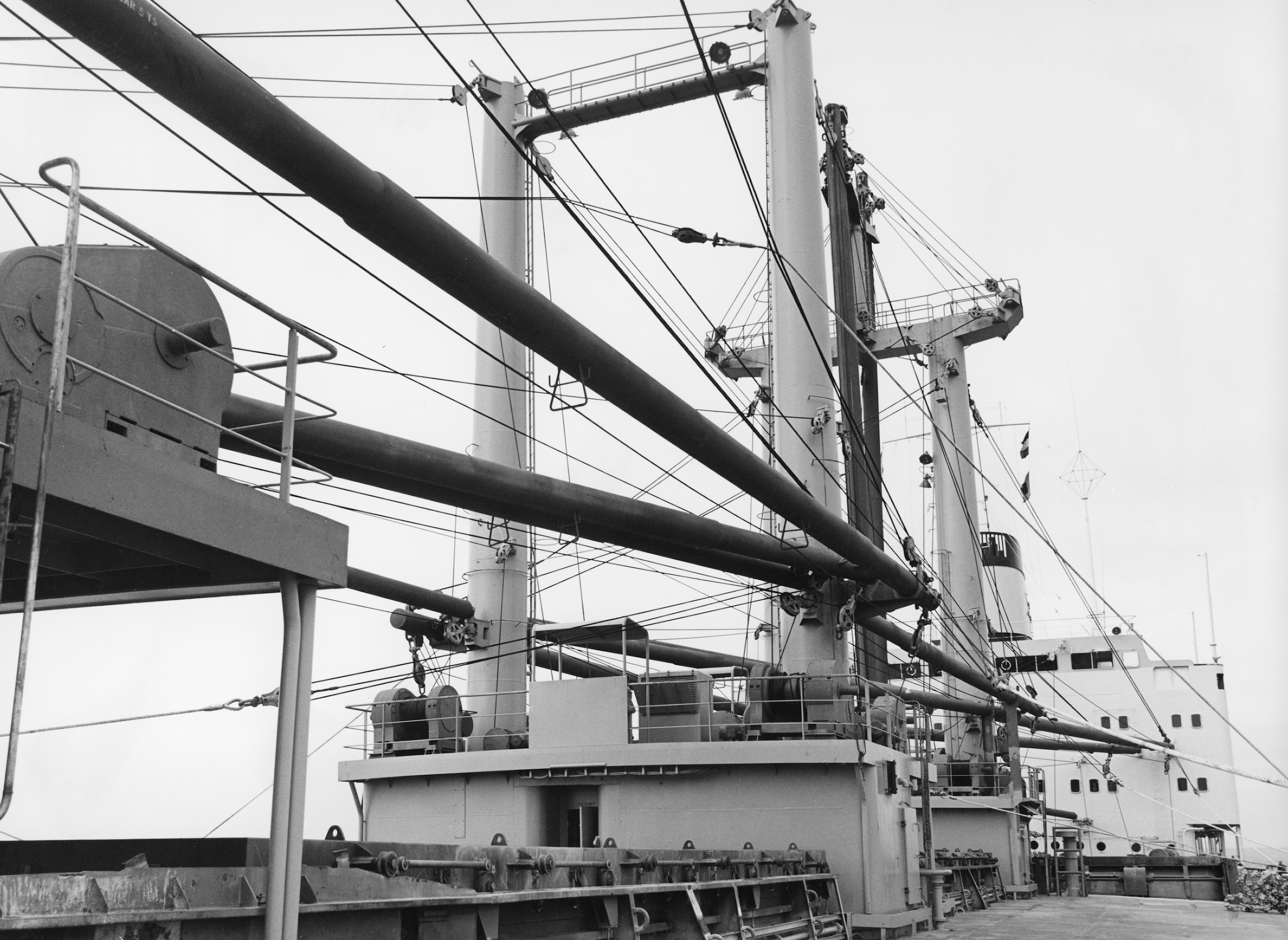
嘉娜馬士基號的甲板
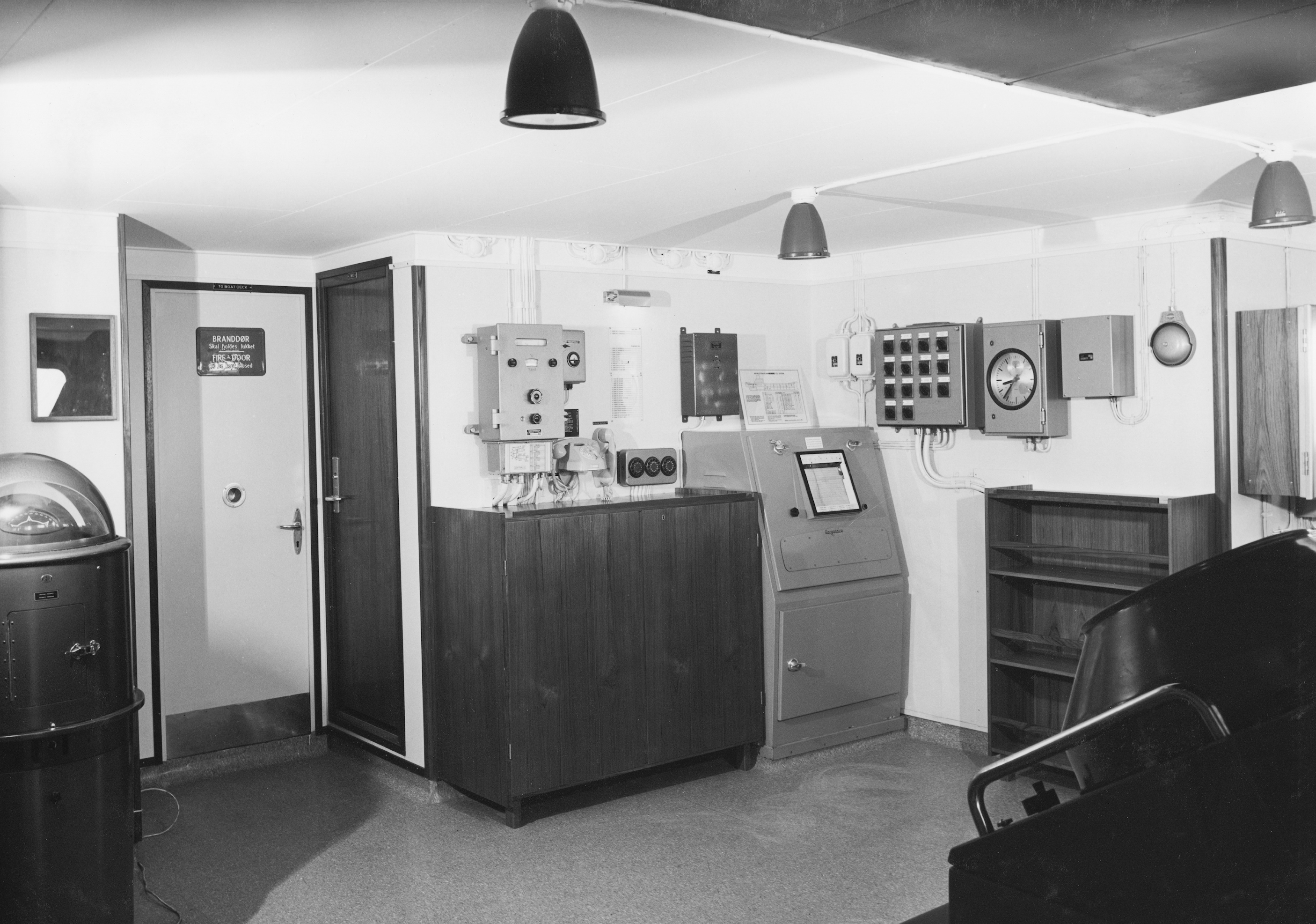
嘉娜馬士基號的艦橋
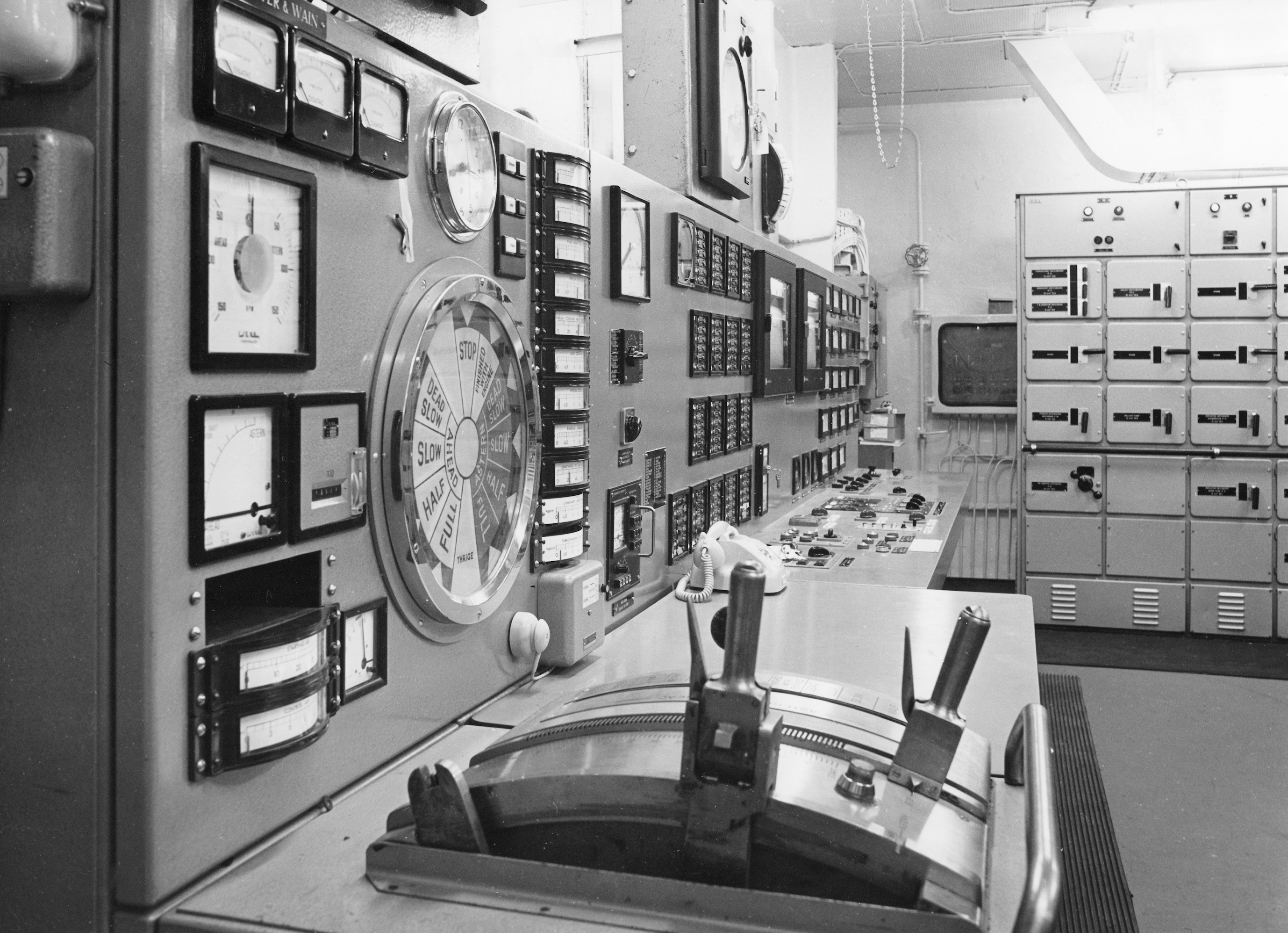
嘉娜馬士基號的引擎控制室
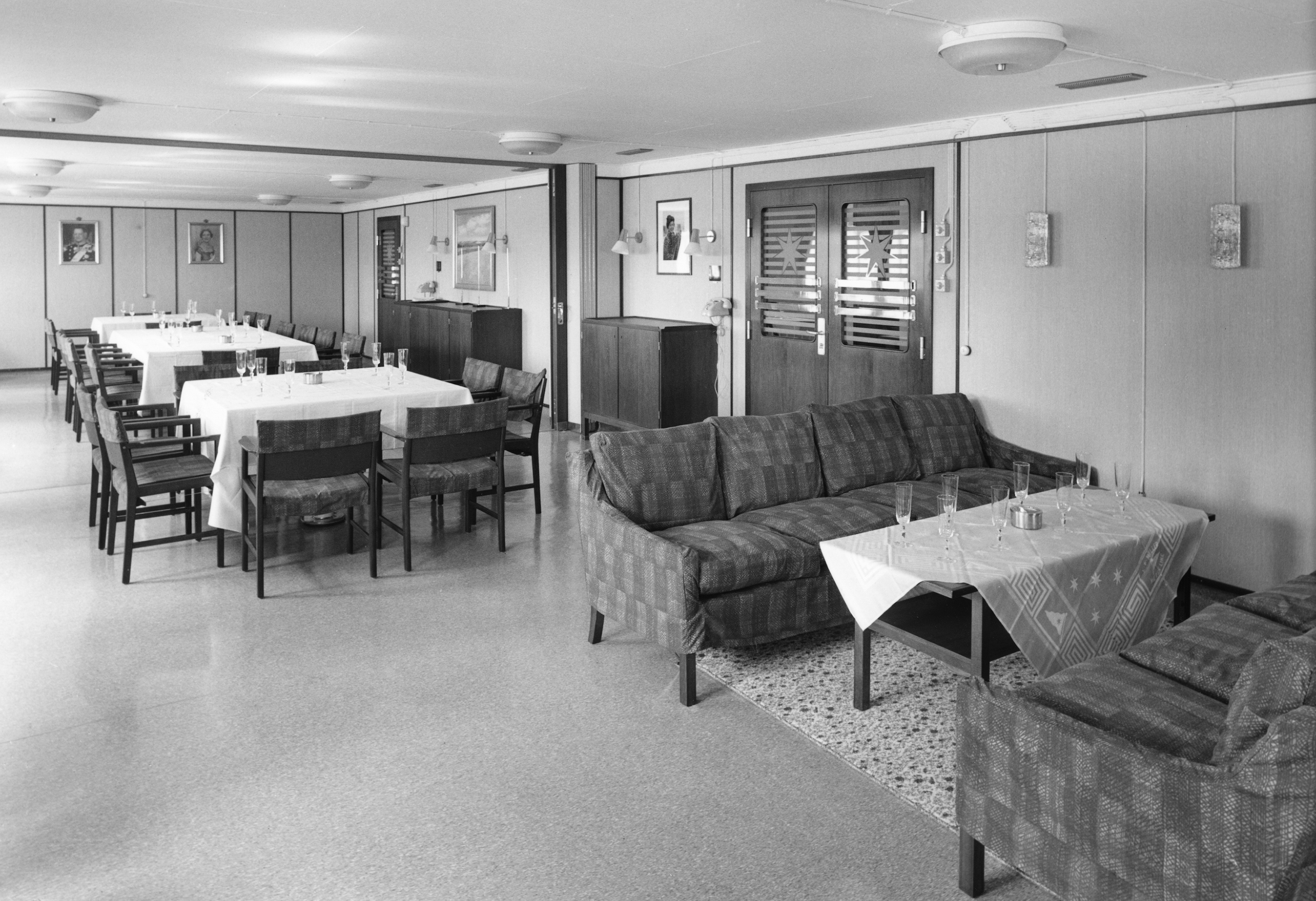
嘉娜馬士基號的餐廳

## 歷來變更
| IMO編號 | 艦名         | 更改年份 | 登記擁有人                  | 港口         |
| ------- | ------------ | -------- | --------------------------- | ------------ |
| 6806200 | CLARA MAERSK | 1968年   | SVENDBORG & D/S af 1912 A/S | 丹麥哥本哈根 |
| 6806200 | TFL ADAMS    | 1984年   | SVENDBORG & D/S af 1912 A/S | 丹麥哥本哈根 |
| 6806200 | CLARA MAERSK | 1986年   | SVENDBORG & D/S af 1912 A/S | 丹麥哥本哈根 |
| 6806200 | YI HE        | 1988年   | Shanghai Ocean Sg Co        | 中國上海     |

## 歷史
- 1967年12月19日，嘉娜·馬士基號於丹麥馬模下水。
- 1968年5月，嘉娜·馬士基號於丹麥馬模完工。[1]

- 1975年5月3日，嘉娜·馬士基號向香港海事處報告，稱在南海接載正在沉沒的通順號上的越南南方共和國難民。
- 1975年5月4日，嘉娜·馬士基號抵達葵涌貨櫃碼頭，難民獲駐港英軍安置到新界的四個軍營。[2]

## 南越難民事件

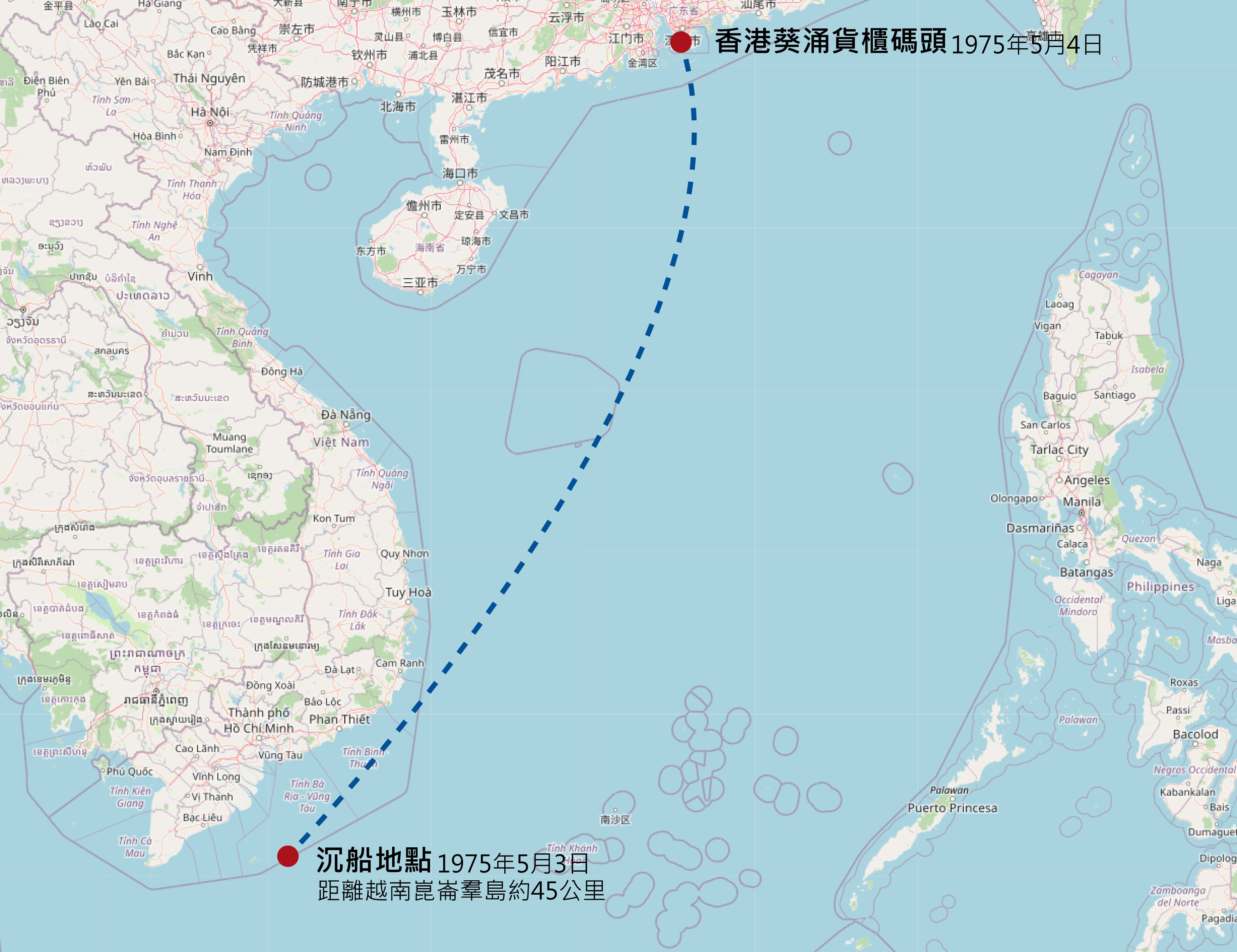
嘉娜馬士基號1975年5月3-4日的行駛路線

### 經過
1975年5月3日，嘉娜·馬士基號向香港海事處報告，稱在南海（今越南崑崙羣島以東45公里）接載正在沉沒的通順號上的4600餘名越南南方共和國難民。同日下午，英國皇家海軍徹打士打號與嘉娜馬士基號會合，並向難民供應食物。
同年5月4日下午7點，一千餘名英屬香港政府官員及军方人員於葵涌貨櫃碼頭三號碼頭迎接嘉娜·馬士基號。根據華僑日報的報導，船隻由香港海事處的船隻護航及引領進港。難民隨後被送往當時尚未啓用的瑪嘉烈醫院進行檢疫及其它治療，後送往新界的四個軍營進行安置。
嘉娜·馬士基號爲首艘進入香港的越南難民船，也象徵着香港越南船民問題的開端。